# Маланов, Алексей Алексеевич
Алексей Алексеевич Маланов (30 августа 1917, Ярославль — 4 октября 1941, Дальник, Одесская область) — военный лётчик, командир звена 69-го истребительного авиационного полка (Отдельная Приморская армия), старший лейтенант, Герой Советского Союза (посмертно).

## Биография
Родился на Красном Перекопе в Ярославле в семье потомственных ткачей.
После 10 класса по рекомендации райкома ВЛКСМ был направлен в Одесскую военно-авиационную школу пилотов. За 2,5 года учёбы в авиашколе Алексей Маланов в совершенстве овладел лётным делом и за отличные успехи был награждён Ворошиловской премией.
После окончания школы службу продолжил на одном из южных военных аэродромов, а затем переведён в 69-й Одесский истребительный авиаполк.

### Великая Отечественная война
Начало войны командир авиазвена Алексей Маланов встретил первым боевым вылетом 22 июня в 4 часа на защиту Одесского порта.
69-й истребительский полк был подчинен командующему Одесским оборонительным районом. Авиаполк выполнял не только прикрытие наземных войск с воздуха, но и вёл воздушные бои с авиацией противника, принимал участие в штурмовке аэродромов, танковых и механизированных колонн 4-й румынской армии. Аэродром 69-го авиаполка располагался на окраине города, лётчики противника хорошо знали место его расположения, непрерывно подвергали бомбовым ударам с воздуха и артиллерийскому обстрелу орудиями большого калибра. Командование оборонительного района и Приморской армии генерала Петрова приняли решение построить другой аэродром в самой Одессе, который трудно было распознать среди городских развалин.
В составе авиаполка участвовал в уничтожении немецких самолётов на аэродроме у села Зельц, за 10 заходов в течение 30 минут было сожжено 22 самолёта, 100 человек из летно-технического состава убито и ранено.
Вскоре группой наших истребителей было сбито 5 из 6 бомбардировщиков «Ю-52», транспортировавших караван планеров с материальными средствами. Один из них был подбит Алексеем Малановым.
В июле 1941 года командир звена Маланов был представлен к ордену Красного Знамени, а в сентябре к званию Героя Советского Союза.
В наградном листе командир 69-го авиаполка майор Шестаков и военком Верховец написали, что старший лейтенант Маланов наносил сокрушительные удары по наземным частям противника, огневым точкам, минометным батареям и пулемётным гнёздам. За время боевых действий совершил 151 боевой вылет, из них на штурмовку — 67, воздушный бой — 39 и разведку — 27 вылетов. В воздушных боях сбил 2 самолета противника.
4 октября 1941 года 8 истребителей штурмовали вражеские позиции северо-западнее села Дальник. Самолёт Алексея Маланова был подбит вражескими зенитчиками. Объятый пламенем истребитель «И-16» Маланов направил на румынскую кавалерийскую часть.
Алексей Алексеевич Маланов похоронен в Одессе на Аллее Славы в парке имени Т. Г. Шевченко.
Указом Президиума Верховного Совета СССР от 10 февраля 1942 года старшему лейтенанту Маланову Алексею Алексеевичу присвоено звание Героя Советского Союза, посмертно.

## Память
- Именем Героя названы улицы в Одессе и Красноперекопском районе Ярославля в 1965 году.
- На старом здании школы № 40, которую он окончил, установлена мемориальная доска.

## Награды
- Медаль «Золотая звезда» Героя Советского Союза (10 февраля 1942, посмертно).
- Орден Ленина (10 февраля 1942, посмертно).
- Орден Красного Знамени (5 ноября 1941, посмертно).